# Резуто Дмитро Миронович
Дмитро Миронович Резуто (нар. 9 вересня 1913 — 23 вересня 1976) — Герой Радянського Союзу (1945). У роки німецько-радянської війни учасник партизанського руху в Українській РСР та Чехословаччині, командир особливого партизанського загону імені О. В. Суворова.

## Біографія
Народився 9 вересня 1913 року в Києві в сім'ї робітника. Українець.
У Червоної Армії в 1935-37 роках і з 1939 року. У 1939 році закінчив курси молодших автомеханіків.
У боях німецько-радянської війни з червня 1941 року. У вересні 1941 року потрапив в оточення і в квітні 1942 року долучився до партизанського підрозділу який діяв у Новозибковському районі Брянської області. Брав участь у рейдах по правобережній Україні. Згодом став командиром відділення диверсійної роти Чернігівсько-Волинського партизанського з'єднання О. Ф. Федорова. Особисто підірвав 13 ворожих ешелонів.
В серпні 1944 року десантований на територію Словаччини. Був командиром особливого партизанського загону імені О. В. Суворова.
2 травня 1945 року Дмитру Резуто присвоєно звання Героя Радянського Союзу з врученням ордена Леніна і медалі «Золота Зірка» (№ 7432)
Після війни жив у Києві. Був на керівній господарській роботі. Помер 23 вересня 1976 року.